# Protectorat de Bahrain
El protectorat de Bahrain fou un règim de domini que van establir els britànics sobre el xeicat de Bahrain, bàsicament les illes Bahrain. Va començar a establir-se el 1820 (encara que regulat més endavant per diversos tractats) i va durar fins al 1971.

## Història

### Antecedents
A principis del segle xix, el 1801, Bahrain va ser envaïda pels Al Saud. Governava a Bahrain un nen de dotze anys, fill del difunt xeic Ahmad ibn Khalifa (+ 18 de juliol de 1795 i que sempre va residir a Zubara a Qatar); el jove xeic fou capturat pels wahhabites i portat presoners a al-Diriyya; el 1811 les illes i Qatar foren envaïdes pels Al Busaid de Masqat i Oman i la zona fou evacuada pels wahhabites. Salman (o Sulman) i el seu germà Abd Allah ibn Ahmad, ara ja més grans, van poder retornar. El sulta Sayyid Sultan va posar al seu fill com a governador del fort d'Arad a Bahrain. Bahrain fou per un temps una mena de protectorat del sultà de Masqat.
El 1816, el resident polític britànic al Golf, William Bruce, va rebre una carta del xeic de Bahrain que estava preocupat pel rumor que la Gran Bretanya donaria suport a la conquesta de les illes per part del sultà de Masqat. Bruce va anar a Bahrain per tranquil·litzar el xeic sobre el tema i va elaborar un acord informal assegurant al xeic que la Gran Bretanya seguirà sent una part neutral.

### Protectorat informal
El 1820, la tribu Al Khalifa van ser reconeguda per Gran Bretanya com governants ("Al-Hakim" en àrab) de Bahrain després de signar un acord. No obstant això, deu anys més tard es van veure obligats a pagar un tribut anual a Egipte, que operava en nom del sultà otomà, tot i que es van recercar la protecció persa i britànica.
La diarquia dels dos prínceps es va mantenir fins que Salman va morir el 1825, i després Abd Allah va governar nou anys amb el fill de Salman, Khalifa; mort aquest el 31 de maig de 1834, el seu fill Muhammad ibn Khalifa va reclamar la successió i va començar una guerra civil amb la península de Qatar donant suport a Muhammad i les illes a Abd Allah; els saudites van atacar a Abd Allah després d'acusar-lo d'estar darrer l'assassinat de Turki ibn Abd Allah (produïda el maig del 1834).
El 1839 Abd Allah, davant l'amenaça saudita, va oferir a Muhammad Ali d'Egipte, que operava en nom de l'Imperi Otomà, esdevenir el seu tributari, però els egipcis van abandonar la zona el 1840. A partir del juny de 1842 Abd Allah va aconseguir imposar-se al seu rival, però aquest es va reorganitzar i va fer una campanya victoriosa que li va donar gran part del poder el 1843; Abd Allah fou destituït pels notables de la família l'abril del 1843, i enviat a l'exili a Masqat (on va morir el febrer de 1849) però els seus partidaris van mantenir l'agitació.
Muhammad Ibn Khalifa Ibn Salman Al Khalifa, rebel del 1834 al 1842, fou portat al poder (abril del 1843). El seu regnat fou una sèrie de conflictes amb parents i enfrontaments amb Qatar on els habitants es van revoltar sovint, i externament amb perses, otomans i saudites que reclamaven la sobirania encara que cap d'ells va fer cap intent militar exceptuat un intent dels saudites. La darrera batalla important de la guerra civil fou la de Fuwayrit (o Umm Sumaywa) a finals del 1847 en què les forces de Muhammad van ser derrotades, però després la mort del seu rival li va deixar al camí lliure. Per fer front al perill wahhabita es va signar un tractat el 1851 entre Bahrain i el saudita Faysal ibn Turki pel qual Dawha (Doha), Wakra i Fuwayrit van ser cedides als wahhabites; el xeic a més a més va pagar un tribut anual per garantir el suport wahhabita contra els atacs de tribus lleials a aquests a Qatar. Aquests territoris de Qatar en la pràctica van esdevenir independents sota les tribus locals.

### Establiment del protectorat
Quan el 1860 els britànics van tractar de dominar a Bahrain va fer servir la mateixa tàctica que el 1816: va escriure cartes als perses i otomans; els Al Khalifa de Bahrain van acordar posar-se sota la protecció de l'Imperi Otomà el març de 1860, ja que era qui els oferia millors condicions. Però l'Imperi no va donar cap pas i quan es va demanar la protecció als perses la resposta fou negativa. Així el maig de 1861 Muhammad va haver de signar un tractat amb Gran Bretanya (per part de qui va signar el coronel Pelly) prohibint la pirateria, la guerra marítima i el comerç d'esclaus per mar però a canvi els britànics van reconèixer la independència i sobirania de Bahrain i garantien la integritat de l'estat contra tota agressió, el que implicava de facto el protectorat. L'octubre de 1867, aliat al xeic dels Banu Yas d'Abu Dhabi, va atacar i saquejar Doha i Wakra a Qatar per castigar a les tribus rebels; els dos ports foren destruïts i els habitants d'aquestes ciutats foren desplaçats (entre ells Muhammad ibn Thani dels Al Thani del grup maadjid).
Els britànics van considerar aquest atac una violació del tractat i el van convidar a pagar indemnitzacions. El xeic va refusar i fou deposat pels britànics el 6 de setembre de 1868 i posat al tron el seu germà Ali ibn Khalifa. Els britànics van imposar un acord a Qatar per mitjà del coronel Lewis Pelly; l'acord es va signar el setembre de 1868 incloent a Muhammad ibn Thani que havia retornat a Doha, i segons el qual Qatar era reconegut com a entitat separada i la família Al Khalifa de Bahrain va renunciar a la sobirania però a canvi d'un tribut. Aquest tribut es va pagar fins al 1872 quan Qatar va acceptar la sobirania otomana.
L'enderrocat Muhammad es va refugiar a Katif on va formar una aliança amb el seu parent Muhammad ibn Abd Allah ibn Ahmad, i altres membres dels Al Khalifa hostils als britànics; amb aquests aliats i disposant d'uns centenars de guerrers de la tribu, va atacar Bahrain el setembre de 1869 i el 28 de setembre Ali fou executat; però llavors Muhammad ibn Abd Allah, que era el que aportava més guerrers, es va girar contra Muhammad ibn Khalifa al que va empresonar, i es va proclamar xeic o hakim.
El govern angloindi va enviar una força naval que va arribar al cap de dos mesos i l'1 de desembre Muhammad ibn Khalifa i el seu presoner Muhammad ibn Abd Allah, es van rendir als britànics i foren enviats a l'Índia. Muhammad ibn Abd Allah va morir el 1877 i llavors Muhammad ibn Khalifa fou enviar a Aden i uns anys després alliberat a condició de no tornar a Bahrain i va morir a la Meca el 1890.
El fill d'Ali, Isa ibn Ali, de 21 anys, fou proclamat hakim o xeic (1 de desembre de 1869). Després del 1872 els otomans, que havien ocupat al-Hasa, van exercir pressió sobre Bahrain per reconèixer la sobirania otomana però Isa va restar fidels als britànics; en aquest moment pràcticament totes les seves possessions a Qatar ja s'havien perdut a favor dels Al Thani de Doha que des de 1872 reconeixien la sobirania otomana, i només quedava Zubara, el principal punt de Bahrain a Qatar, que fou saquejat i destruït pel xeic Djasim ibn Muhammad Al Thani d'acord amb una branca renegada dels Al Khalifa (novembre de 1878) quedant despoblada, però durant anys el seu territori fou objecte de litigi entre Qatar i Bahrain.
El desembre de 1880 Isa va signar un tractat pel qual es comprometia a no entrar en relacions amb cap altra potència estrangera fora de Gran Bretanya el que equivalia al protectorat, i a no autoritzar a cap govern estranger a obrir representacions consulars o diplomàtiques a les illes; l'octubre de 1888 va morir el seu germà Ahmad ibn Ali al qual havia tingut associat al govern des de la seva proclamació; l'acord amb els britànics fou renovat i ampliat en un altre tractat el març de 1892, en el qual es comprometia a no entrar en relacions amb cap país estranger ni vendre cap part del seu territori a un estat estranger sense el consentiment britànic; a canvi, els britànics es va comprometre a protegir Bahrain de tota agressió per mar i a donar suport en cas d'atac de la terra. Més important encara, els britànics es va comprometre a donar suport l'estat dels Al Khalifa a Bahrain, assegurant la seva posició com a governants del país. Altres acords en 1880 i 1892 van segellar el protectorat de Bahrain davant dels britànics. 

### Període britànic
El malestar de la gent de Bahrain va començar quan Gran Bretanya va establir oficialment el domini complet sobre el territori en 1892. La primera revolta i aixecament generalitzat va tenir lloc a març 1895 contra el xeic Issa bin Ali, llavors governant de Bahrain. Issa va ser el primer dels Al Khalifa a governar sense relacions amb els perses. Sir Arnold Wilson, representant de la Gran Bretanya al Golf Pèrsic i l'autor de "The Persian Gulf", va arribar a Bahrain des de Masqat en aquest moment. L'aixecament va desenvolupar encara més amb alguns manifestants morts per les forces britàniques.
Abans del desenvolupament de petroli, l'illa es dedicava en gran part a la pesca de perles i, en data tan tardana com el segle xix, van ser considerades com les més fines del món. El 1903, l'explorador alemany, Hermann Burchardt, va visitar Bahrain i va prendre moltes fotografies de llocs històrics, incloent el vell Qasr al-Sheikh, fotos que s'emmagatzemen ara al Museu Etnològic de Berlín. Abans de la Primera Guerra Mundial, hi havia al voltant de 400 embarcacions de busca de perles i una exportació anual de més de 30.000 lliures.
En 1911, un grup de comerciants de Bahrain va exigir restriccions a la influència britànica al país. Els líders del grup van ser posteriorment detinguts i exiliats a l'Índia.
El 1923 els britànics van introduir reformes administratives i van forçar l'abdicació d'Isa en el seu fill Hamad ibn Isa (designat hereu el 1893) però de fet va conservar tot el poder quasi fins a la seva mort el 10 de desembre de 1932 quan finalment Hamad va assolir el poder efectiu. Alguns opositors clericals i famílies com els Al Dossari foren expulsats o van ser exiliats a l'Aràbia Saudita i l'Iran. Tres anys més tard els britànics va posar el país sota el govern de facto de Charles Belgrave que va operar com assessor del govern fins 1957. Belgrave va portar una sèrie de reformes com la creació de la primera escola moderna del país el 1919, la primera escola de nenes del Golf Pèrsic el 1928 i l'abolició de l'esclavitud el 1937. Al mateix temps, la indústria de la pesca de perles es desenvolupava a un ritme ràpid.
En 1927, Reza Shah, llavors xa de l'Iran, va exigir la sobirania sobre Bahrain en una carta a la Lliga de les Nacions, una mesura que va provocar que Belgrave dugues a terme dures mesures que incloïen encoratjar conflictes entre xiïtes i sunnites i limitar o reduir els aixecaments i, per tant, la influència de l'Iran. Belgrave fins i tot va anar més enllà en suggerir canviar el nom del Golf Pèrsic a "Golf Aràbic"; no obstant, la proposta va ser rebutjada pel govern britànic. L'interès de la Gran Bretanya en el desenvolupament de Bahrain va ser motivat per les preocupacions sobre les ambicions saudites i iranianes a la regió.

### Petroli i modernització
La Petroleum Company Bahrain (BAPCo), una subsidiària de la Standard Oil Company de Califòrnia (Socal), va descobrir petroli el 1931 i la producció va començar l'any següent. Això va portar una ràpida modernització de Bahrain. Les relacions amb el Regne Unit es van fer més estretes, com ho demostra el trasllat del comandament de la Marina Real Britànica a l'Orient Mitjà des de Bushehr a l'Iran fins a Bahrain el 1935. A principis de la dècada de 1930 es va desenvolupar l'aeroport de Bahrain. La Imperial Airways va volar allà, incloent l'aeronau Handley pàgina HP42. Més tard en la mateixa dècada es va establir l'aeroport marítim de Bahrain, per als vols
 de vaixells i hidroavions.
El febrer de 1940 Hamad va designar hereu al seu fill Salman. Hamad va morir el 24 de febrer de 1942 amb 76 anys i el va succeir el seu fill i hereu Salman.
Bahrain va participar en la Segona Guerra Mundial en el bàndol aliat, unint-se el 10 de setembre de 1939. El 19 d'octubre de 1940, quatre bombarders italians van bombardejar Bahrain i la zona dels camps petrolífers de Dhahran a l'Aràbia Saudita amb objectiu contra les refineries de petroli operades pels aliats. Tot i que només un mínim dany va ser causat en tots dos llocs, l'atac va obligar els aliats a millorar les defenses de Bahrain.
Després de la Segona Guerra Mundial, va augmentar el sentiment anti-britànic estès per tot el món àrab i va donar lloc a disturbis a Bahrain. Els disturbis es van centrar en la comunitat jueva. El 1948, després de l'augment de les hostilitats i el saqueig, la majoria dels membres de la comunitat jueva de Bahrain van abandonar les seves propietats i van emigrar a Bombai, per després establir-se a Israel (a Pardes Hanna-Karkur prop d'Haifa) i als Estats Units (el 2008 només trenta set jueus romanien al país). En la dècada de 1950, el Comitè de la Unió Nacional format per reformistes després dels enfrontaments sectaris, va exigir una assemblea popular elegida, l'eliminació de Belgrave i va dur a terme una sèrie de protestes i vagues generals.

### Vers la independència
Salman va regnar fins a la seva mort el 2 de novembre de 1961 passant el tron al seu fill i hereu Isa ibn Salman; el 1965 un aixecament d'un mes va esclatar després que centenars de treballadors de la Bahrain Petroleum Company van ser acomiadats. El 1970 Iran va renunciar a la seva reclamació històrica sobre les illes. El seu germà Khalifa ibn Salman fou nomenat president del nou consell d'estat el 19 de gener de 1970. El 16 d'agost de 1971 Bahrain va accedir a la independència i el sobirà va adoptar el títol d'emir i el president del consell d'estat el de primer ministre.

## Agents navals britànics
- 1816 - 1819 Sadah Anandadas
- 1820 - 1822 Thompson
- 1822 - 1823 John Mcleod
- 1823 - Henry Hardy
- 1823 - 1827 Ephraim Gerrish Stannus
- 1827 - 1831 David Wilson
- 1831 - 1832 Samuel Hennell
- 1832 - 1834 David Anderson Blane
- 1834 - 1841 Haji Mirza Muhammad Ali Safar
- 1841 - 1852 Haji Jasun (Haji Abdul Qasim)
- 1852 - 1862 No consta
- 1862 - 1864 Haji Ibrahim ibn Rajab
- 1864 - 1872? Vacant?
- 1872 - 1884 Haji Abd al-Nabi Khan Safar
- 1884 - 1891 Haji Mirza Ahmad Khan Safar
- 1891 - 1892 interinitat
- 1892 - 1893 Haji Muhammad Amin
- 1893 - 1900 Aga Muhammad Rahim Safar

## Agents polñitics britànics
- 1900 - 1904 John Calcott Gaskin
- 1904 - 1909 Francis Beville Prideaux
- 1909 - 1910 Charles Fraser Mackenzie
- 1910 - 1911 Stuart George Knox
- 1911 - 1912 David Lockhart Robertson Lorimer
- 1912 - 1914 Arthur Prescott Trevor
- 1914 - 1916 Terence Humphrey Keyes
- 1916 Hugh Stewart
- 1916 J.M. Da Costa (interí)
- 1916 Trenchard Craven William Fowle (interí)
- 1916 - 1918 Percy Gordon Loch
- 1918 George Alexander Gavin Mungavin (interí)
- 1918 - 1919 Norman Napier Bray
- 1919 Sayid Siddiq Hassan (interí)
- 1919 - 1920 Harold Richard Patrick Dickson
- 1920 - 1921 Sayid Siddiq Hassan (interí per segona vegada)
- 1921 - 1926 Clive Kirkpatrick Daly
- 1926 - 1929 Cyril Charles Johnson Barrett
- 1929 - 1932 Charles Geoffrey Prior
- 1932 - 1937 Percy Gordon Loch (segona vegada)
- 1937 Tom Hickinbotham
- 1937 - 1940 Hugh Weightman
- 1940 - 1942 Reginald George Evelyn William Alban
- 1942 - 1943 Edward Birkbeck Wakefield
- 1943 Michael Gray Dixon (interí)
- 1943 - 1945 Tom Hickinbotham (segona vegada)
- 1945 Cornelius James Pelly
- 1945 - 1947 Edward Birkbeck Wakefield (segona vegada)
- 1947 - 1951 Cornelius James Pelly (segona vegada)
- 1951 - 1952 William Scott Laver
- 1952 - 1955 John William Wall
- 1955 - 1959 Charles Alexander Gault
- 1959 - 1962 Edward Parr Wiltshire
- 1962 - 1965 John Peter Tripp
- 1965 - 1969 Anthony Derrick Parsons
- 1969 J.C. Philip
- 1969 - 1971 Alexander John Stirling